# Kaga (porte-avions)
Pour les articles homonymes, voir Kaga.
Le Kaga (加賀), du nom de la province de Kaga (aujourd'hui préfecture d'Ishikawa), était un porte-avions de la Marine impériale japonaise, originellement conçu comme cuirassé rapide de la classe Tosa. Il prit part à l'attaque de Pearl Harbor et fut coulé à la bataille de Midway le 4 juin 1942.
Le 18 octobre 2019, l'épave du navire est découverte sur les fonds marins de l'océan Pacifique.

## Conception, construction et refonte

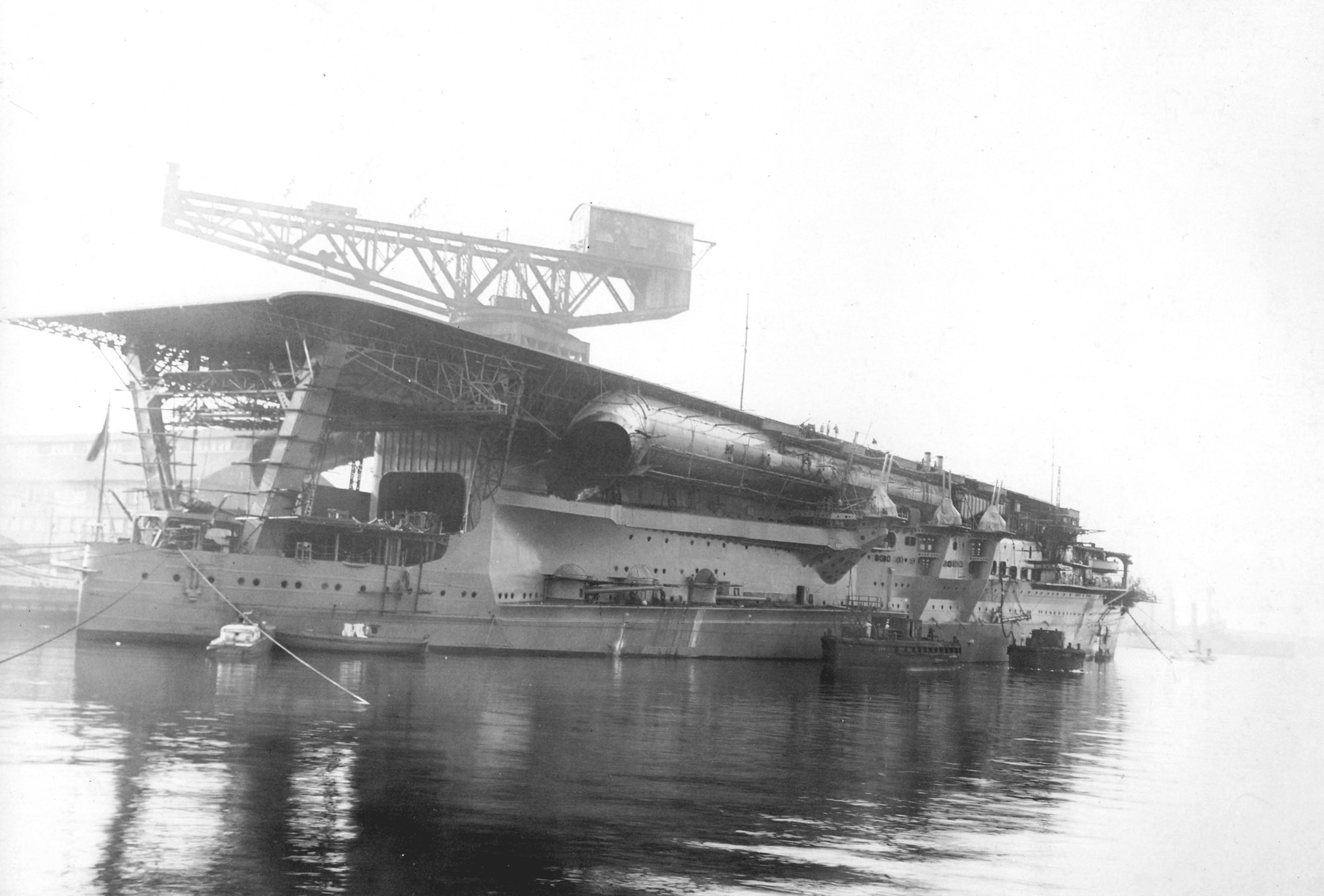
Le Kaga en construction en 1928. Cette vue de l'arrière montre le long conduit de la cheminée tribord s'étendant sous le pont d'envol, et trois canons de 203 mm en casemates.

Le Kaga fut lancé le 17 novembre 1921 par les chantiers Kawasaki à Kōbe, comme futur cuirassé rapide de la classe Tosa armé de dix pièces de 410 mm. Mais aux termes du traité naval de Washington, signé par le Japon en 1922, les coques des navires de la classe Tosa ne purent être terminés et étaient voués à la ferraille.
Quand le grand tremblement de terre de Kantō de 1923 endommagea de manière définitive la coque du porte-avions Amagi, alors en construction et sister-ship de l'Akagi, le Kaga fut choisi le 21 novembre 1923 pour le remplacer. 

Le navire fut construit jusqu'au 31 mars 1928 et réceptionné officiellement par la marine le 30 novembre 1929. À l'origine, il fut doté de deux ponts d'envol superposés, celui de l'avant permettant l'envol direct des appareils à partir du hangar inférieur. Son déplacement était de 33 693 t.
Placé en réserve le 20 octobre 1933 avant de commencer sa seconde importante reconstruction, qui ne commencera réellement que le 25 juin 1934, le Kaga est remis en service le 25 juin 1935.
Lors de cette refonte, son pont d'envol inférieur et la plateforme intermédiaire sont supprimés et le pont d'envol supérieur est alors prolongé jusqu'à l'étrave, de façon à lui donner une longueur de 276,30 m (et une largeur de 30,50 m). Son déplacement passe alors à 42 541 t.

D'autres travaux de maintenance seront accomplis à Sasebo entre le 1er mai 1940 et le 15 novembre 1940.

### Appareil moteur

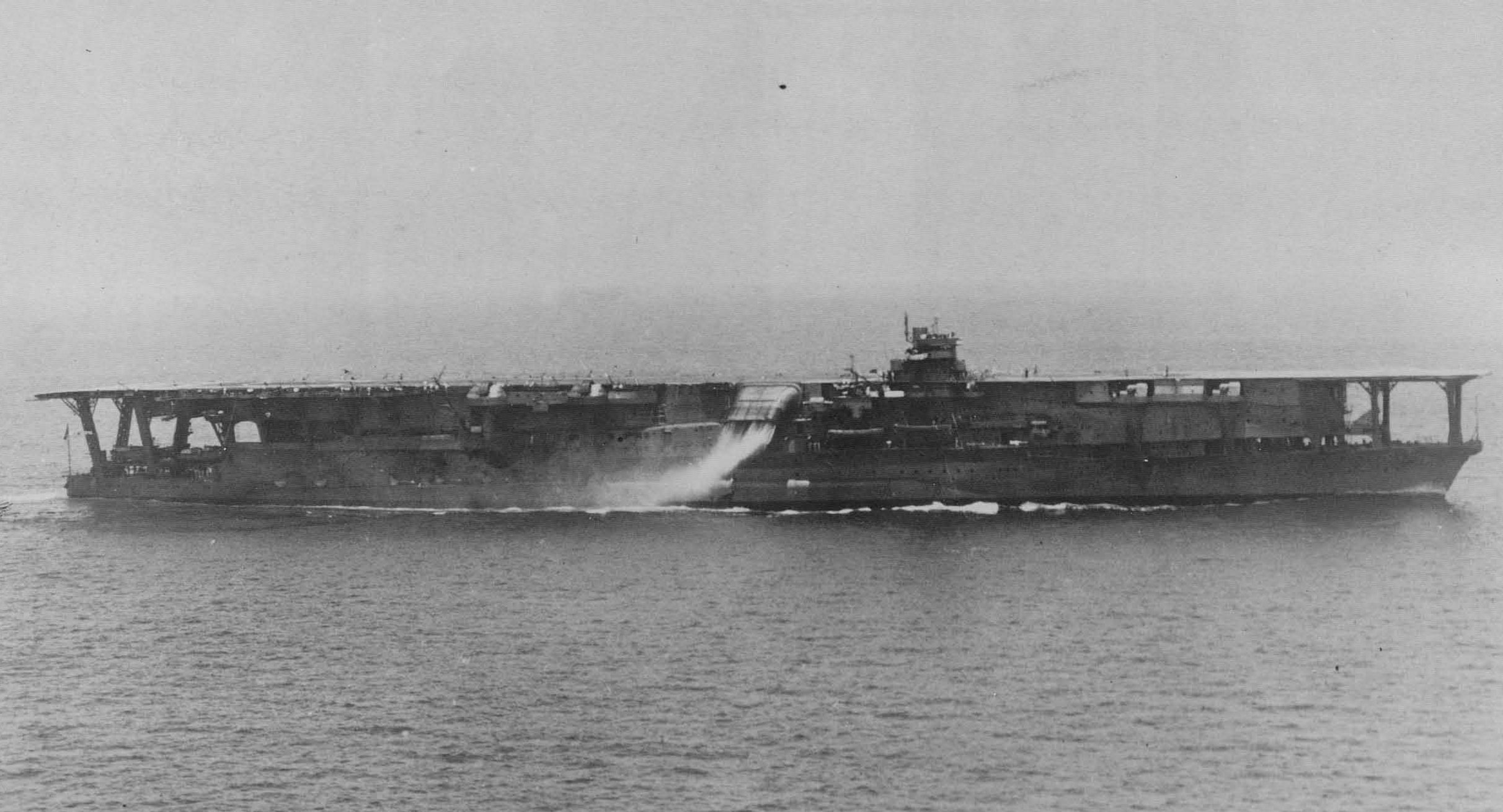
Le Kaga après sa modernisation, avec sa cheminée tournée vers le bas.

À la construction, il se composait de quatre groupes de turbines à engrenages, actionnant quatre hélices. La vapeur était fournie par douze chaudières à combustion mixte, charbon-fuel. Les fumées étaient dirigées vers l'arrière du navire au moyen de deux collecteurs de fumée horizontaux, eux-mêmes tournés vers la surface de la mer. La puissance de l'appareil moteur était de 91 000 CV et donnait au navire une vitesse de 28,5 nœuds.
À la refonte, les douze chaudières originales furent débarquées et remplacées par huit autres produisant davantage de vapeur. Les deux collecteurs de fumées horizontaux furent supprimés et remplacés par une cheminée unique sur tribord, vers le centre du navire et inclinée vers la surface de la mer. La puissance de ce nouvel appareil moteur était de 127 400 CV et permit de garder au navire sa vitesse de 28,5 nœuds malgré l'augmentation importante de son déplacement.

### Armements

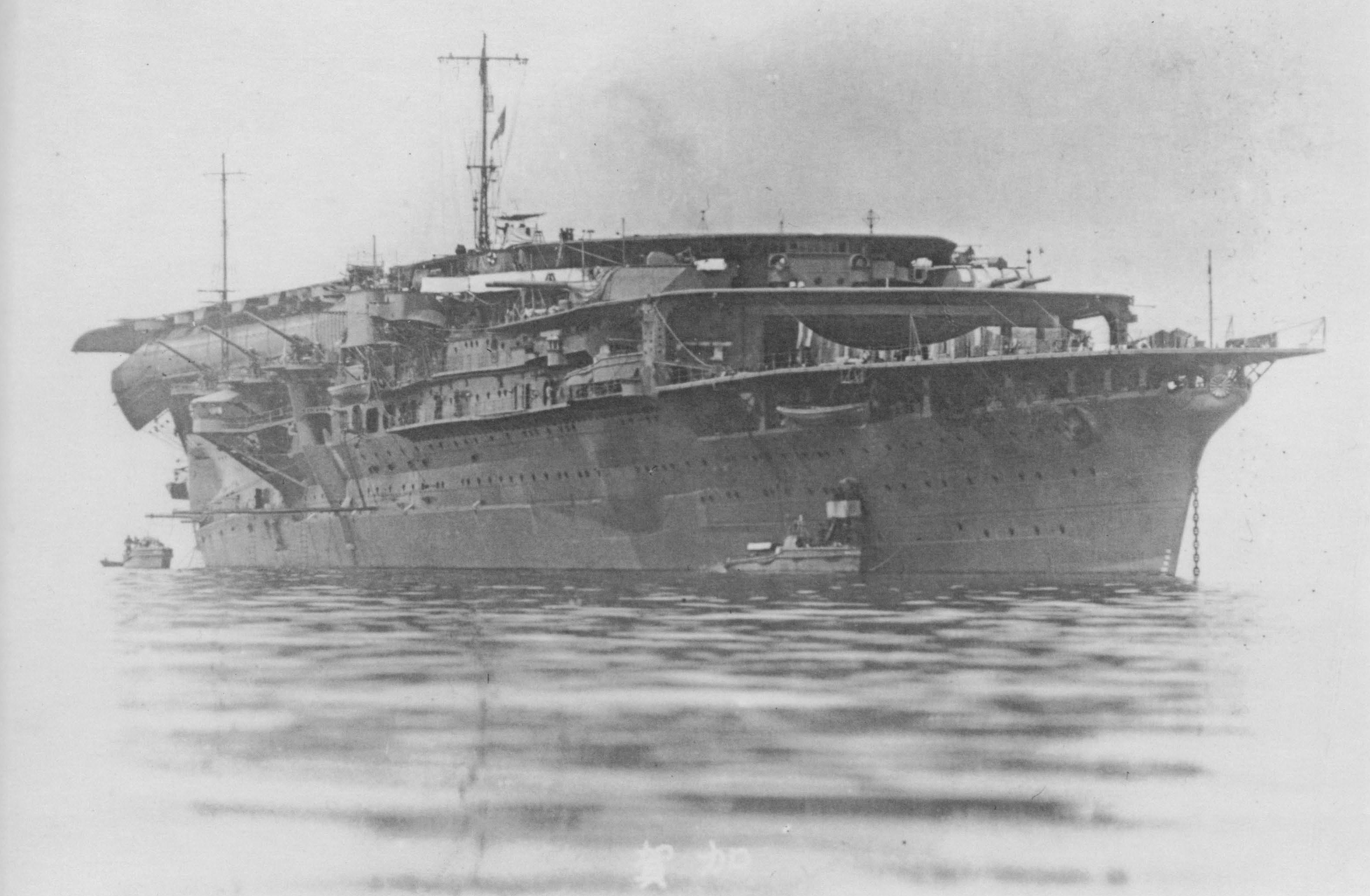
Le Kaga au mouillage à Ikari au Japon en 1930, dans sa configuration d'origine avec ses deux ponts d'envol superposés (l'un en surplomb du hangar supérieur, l'autre à l'extrême avant permettant l'envol direct à partir du hangar inférieur - la plateforme intermédiaire ne communique pas avec les hangars) et ses deux tourelles doubles de 203 mm visibles.

À sa construction, le porte-avions est doté pour le combat de surface de 10 canons de 203 mm. Ces pièces étaient disposées en deux tourelles doubles à l'avant, positionnées sur les côtés de la plateforme intermédiaire (au niveau de la passerelle) et six pièces simples en casemates, trois sur chaque bord, à l'arrière du navire au niveau du pont batterie.
L'armement antiaérien se composait de 12 pièces de 120 mm, réparties en six affûts jumelés, positionnés sur trois sponsons de chaque côté du pont d'envol supérieur, mais au niveau de la plateforme intermédiaire. Ces 6 affûts étaient regroupés au centre du navire.
Lors de sa refonte, les deux tourelles de 203 mm furent supprimées. Les 4 pièces furent transférées dans quatre casemates supplémentaires installées juste à l'avant des 6 précédentes qui furent conservées. Le nombre total de pièces de 203 mm resta donc identique.
L'armement antiaérien lourd fut débarqué et remplacé par 8 affûts jumelés de 127 mm/40 Type 89 plus modernes, disposés de manière égale sur chaque bord, mais plus de manière symétrique. À tribord, 2 affûts étaient sur l'avant de l’îlot, et les 2 autres juste après la cheminée. À bâbord, un affût est positionné sur l'avant, en face de ceux de tribord, et les 3 derniers sont regroupés au centre du navire.
Une artillerie antiaérienne légère, de 22 canons de 25 mm Type 96, fut aussi ajoutée. Elle était composée de 11 affûts jumelés, 2 sur bâbord avant, en face de l’îlot, et 4 autres sur bâbord à l'arrière des affûts de 127mm, et enfin les 5 dernières sur tribord là aussi à l'arrière des affûts de 127mm. Durant les travaux à Sasebo, du 1er mai au 15 novembre 1940, quatre canons antiaériens de 25 mm, en 2 affûts jumelés, furent rajoutés.
À la construction, le groupe aérien était de 60 appareils. Il était composé de 16 chasseurs Nakajima A1N, 28 bombardiers torpilleurs Mitsubishi B1M et 16 avions de reconnaissance Mitsubishi 2MR.
Après refonte, il était de 72-75 appareils disponibles, plus 15-18 appareils en réserve. Ces derniers n'étaient pas utilisables en l'état et devaient être remontés car stockés en pièces détachées. Les appareils disponibles le 7 décembre 1941 étaient 21 Mitsubishi A6M2 Zeke, 27 Aichi D3A1 Val et 27 Nakajima B5N2 Kate.

## Historique

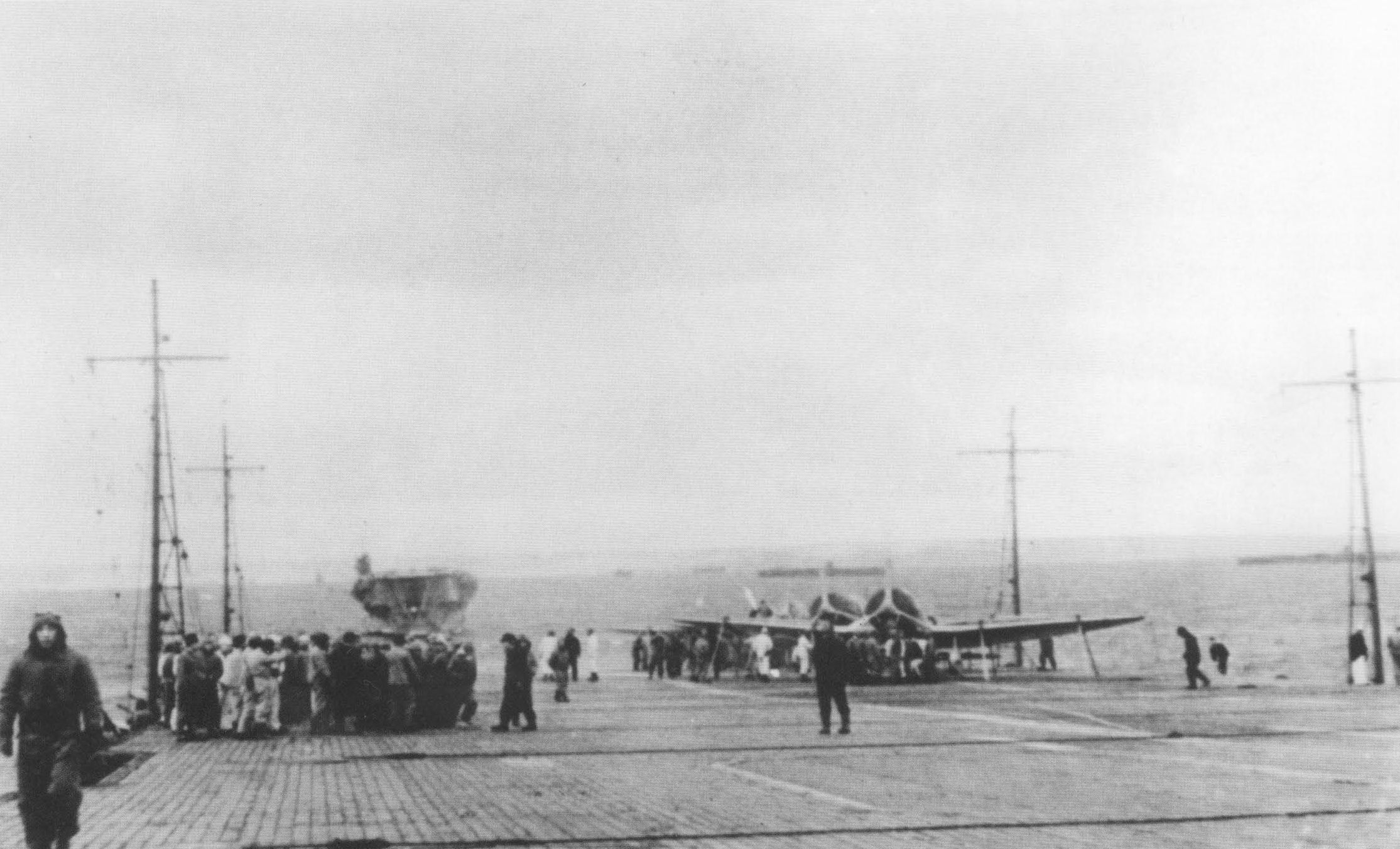
Une vue du Kaga depuis le pont d'envol de l' Akagi, baie de Hitokappu, Kuriles, novembre 1941, juste avant l'attaque de Pearl Harbor. Les autres porte-avions en arrière-plan sont donc, de gauche à droite, les : Kaga, Shokaku, Zuikaku, Hiryu, et Soryu.

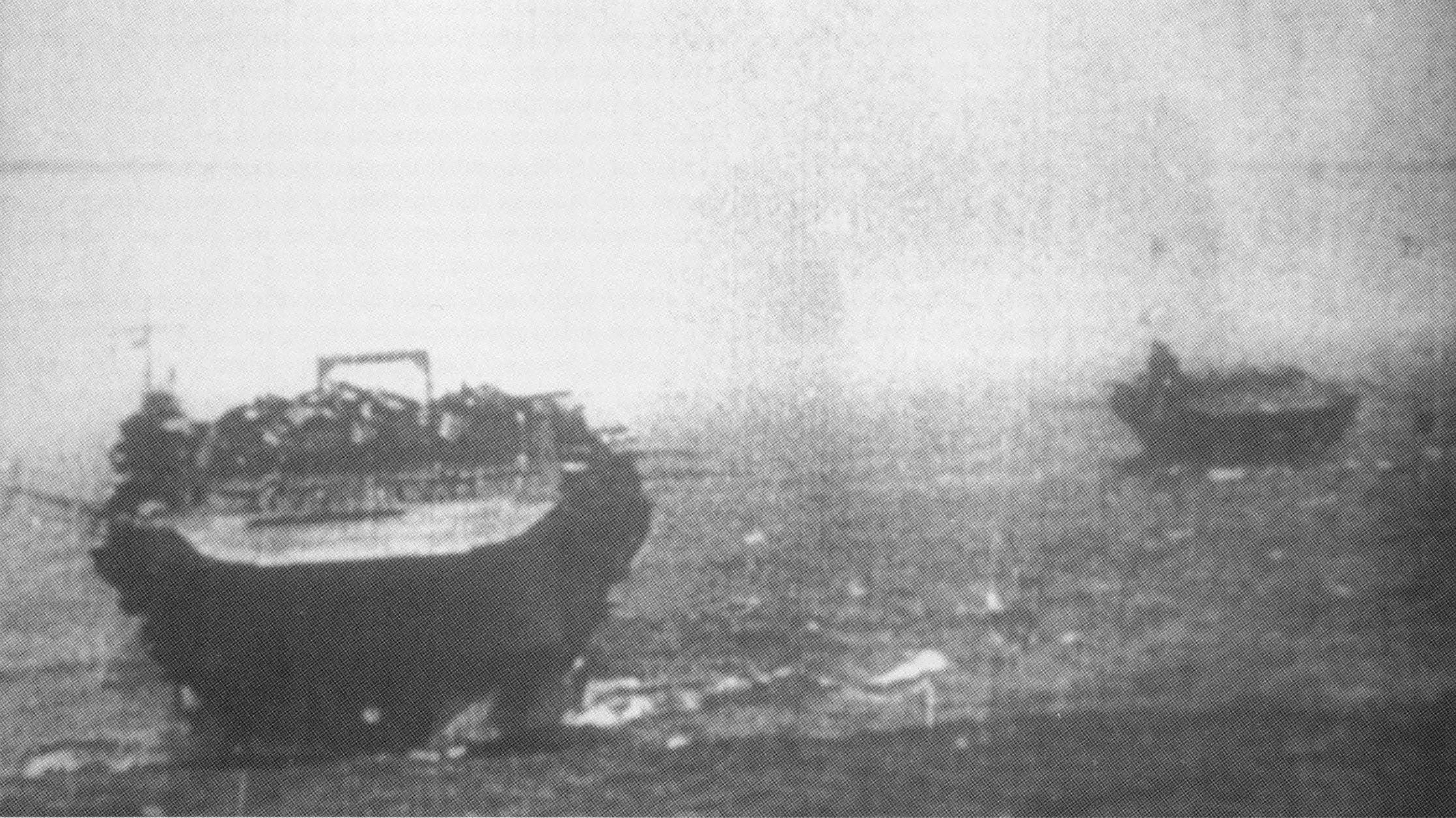
Le Kaga (devant), avec le Zuikaku (à l'arrière), en route vers Pearl Harbor entre le 26 novembre et le 7 décembre 1941.

Dans les années 1930, le Kaga participa aux opérations en Chine. Il fut impliqué dans l'incident de Shanghai le 28 janvier 1932 et dans les premières années de la deuxième guerre sino-japonaise.
Au début de la Seconde Guerre mondiale, le Kaga était commandé par le capitaine de vaisseau Okada Jizaku et formait, avec l’Akagi la 1re division de porte-avions pendant l'attaque de Pearl Harbor au sein de la Force d'attaque japonaise. Le 7 décembre 1941, il lança deux vagues d'attaques sur Oahu. Dans la première vague, vingt-six de ses bombardiers Nakajima B5N, 12 armés d'une torpille et 14 armés d'une bombe de 800 kg, attaquèrent les USS Arizona, Vestal, Tennessee, West Virginia, Oklahoma, et Nevada pendant que neuf de ses chasseurs A6M attaquaient la base aérienne d'Hickam Field. La deuxième vague, composée de vingt-trois de ses bombardiers en piqué Aichi D3A, escortés aussi par neuf de ses A6M, attaqua les USS Nevada, Maryland, et West Virginia.
En janvier 1942, avec l’Akagi, le Kaga soutint l'invasion de Rabaul. Le 9 février, il heurta un récif aux Palaos et dut être réparé temporairement avant de poursuivre vers la mer de Timor où il participa au raid contre Darwin (Australie) qui coula neuf navires. En mars, il couvrit l'invasion de Java.
Il repart pour Sasebo le 15 mars 1942 pour entrer en réparation à la suite des dommages du 9 février précédent. Il entre en chantier le 27 mars et n'en sort que le 4 mai suivant pour participer à la bataille de Midway.
En mai, il appareilla pour sa dernière mission avec à son bord trente « Zéros », vingt-deux « Vals » et trente « Kates ». Le 4 juin 1942, le Kaga participa à l'attaque contre les îles Midway avec 18 bombardiers en piqué Val et 9 chasseurs d'escorte A6M2 Zeke et subit la contre-attaque des avions de l'armée et de l'aéronavale américaine.
À 10 h 22, les bombardiers en piqué de l'USS Enterprise mirent quatre coups au but avec des bombes de 1 000 livres, provoquant une série d'explosions dans les hangars remplis d'avions armés et ravitaillés. Le capitaine de vaisseau Okada fut tué par une bombe qui explosa sur la passerelle. Les incendies furent impossibles à maîtriser et l'ordre d'évacuation fut donné vers 14 h.
À 14 h 10, le sous-marin américain USS Nautilus lança quatre torpilles sur le Kaga immobile et en flammes, une resta bloquée dans un tube, deux autres le manquèrent et la quatrième n'explosa pas, le réservoir d'air de la torpille refaisant surface servit de bouée à quelques naufragés survivants. L'équipage fut transféré sur les destroyers Hagikaze et Maikaze. À 19 h 25, le porte-avions fut achevé par deux torpilles.
Le 18 octobre 2019, le RV Petrel découvre l'épave du Kaga sur les fonds marins de l'océan Pacifique, à 5,4 km sous la surface. Ce n'est que le deuxième navire coulé pendant la bataille de Midway à avoir été retrouvé.

## Galerie de photos

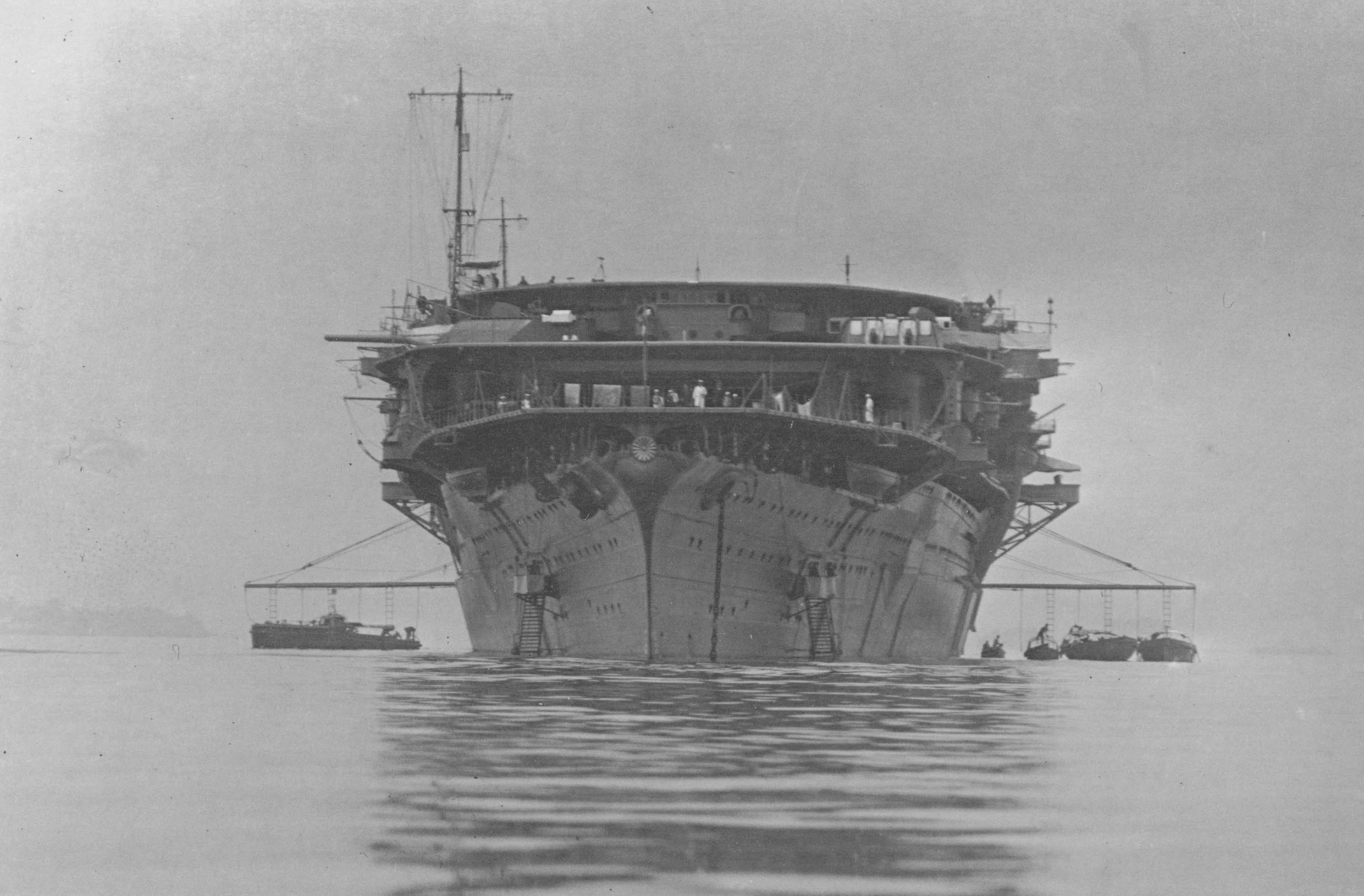
La proue du Kaga ancré à Ikari en 1930. On aperçoit la passerelle sous le pont d'envol supérieur et les deux tourelles de 203 mm.
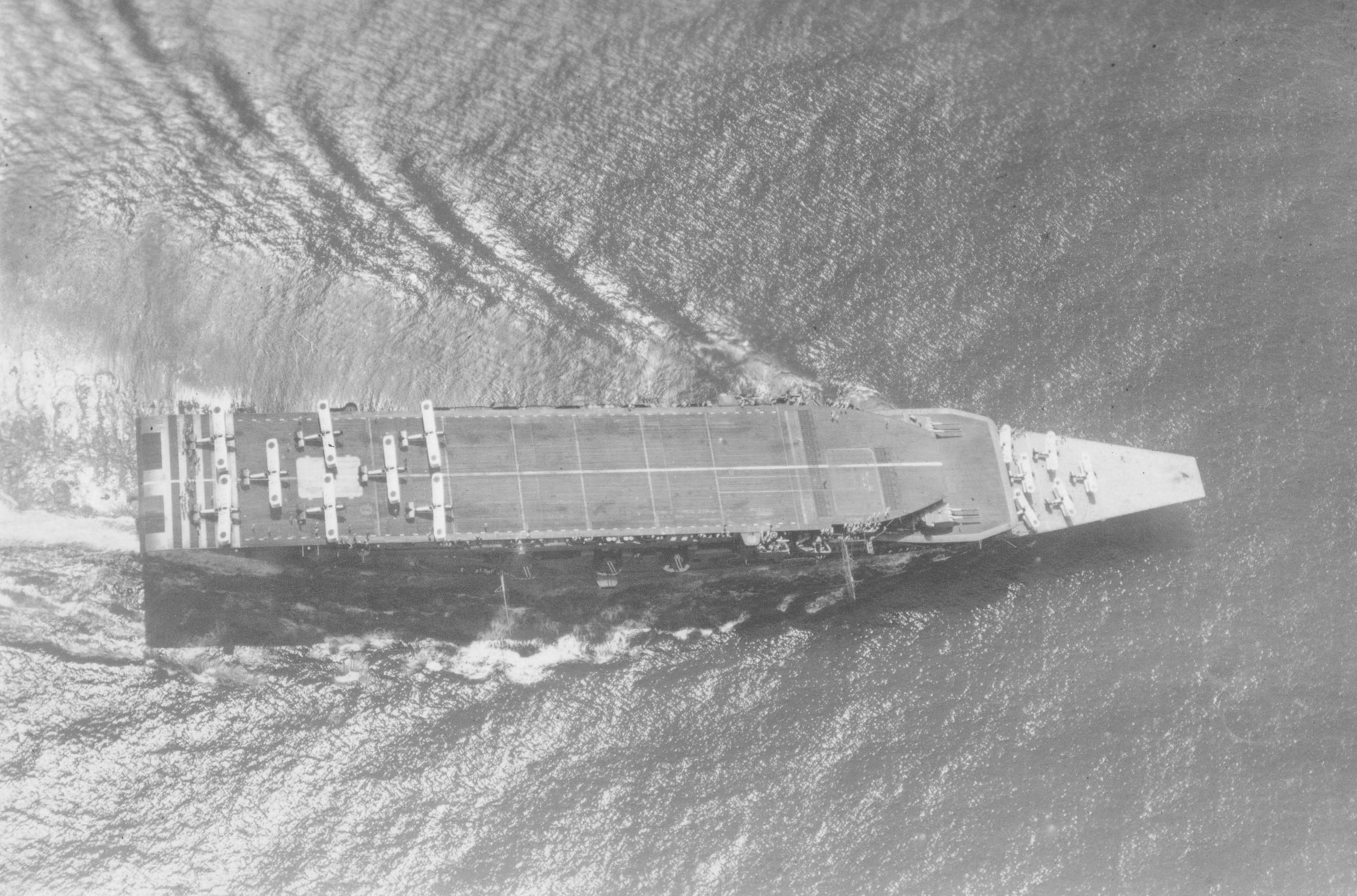
Le Kaga conduit des operations aériennes en 1930. On aperçoit sur le pont d'envol supérieur des bombardiers Mitsubishi B1M et sur le pont d'envol inférieur des chasseurs Nakajima A1N.
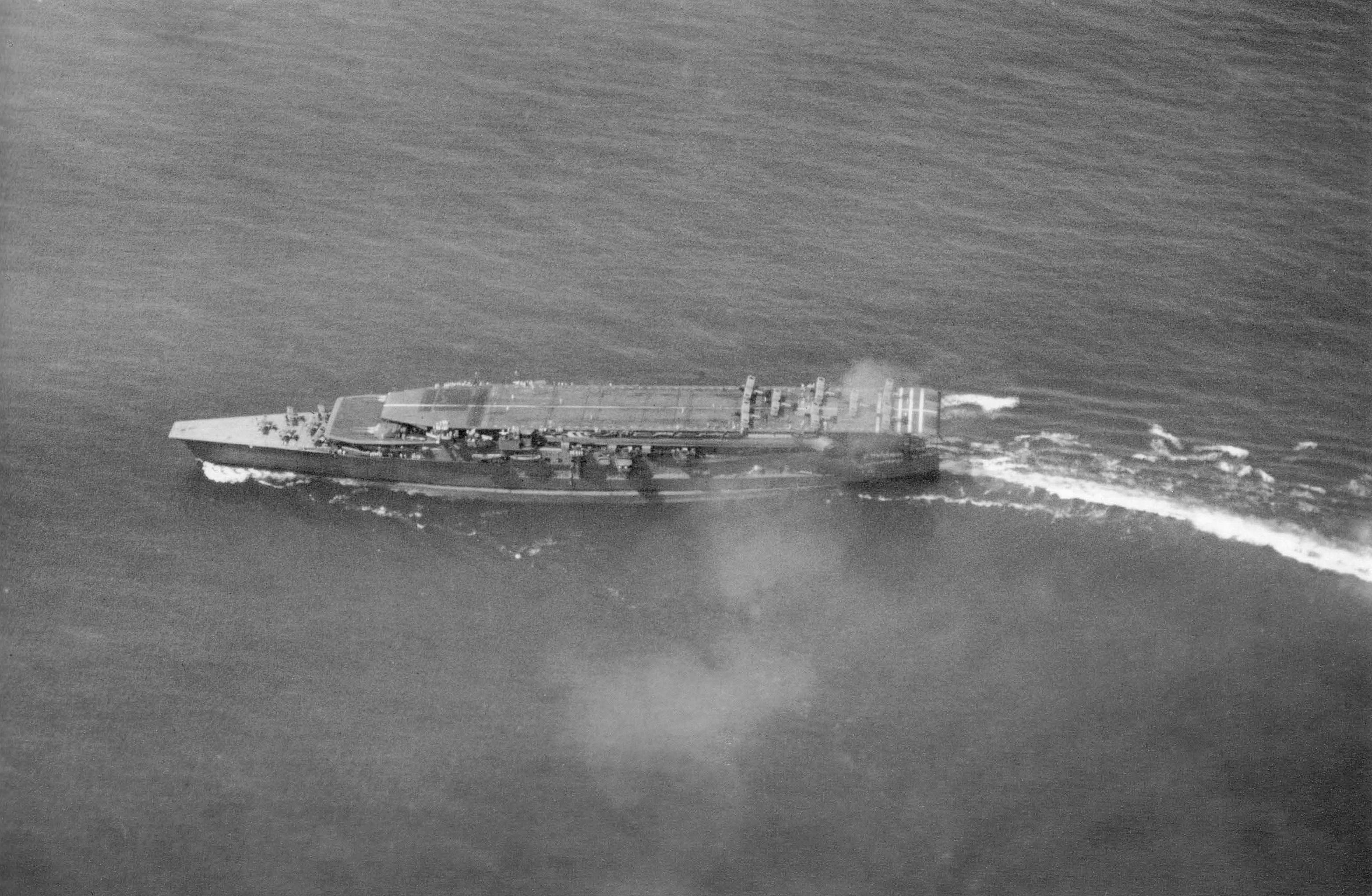
Le Kaga en 1930. On aperçoit sur le pont d'envol supérieur des bombardiers Mitsubishi B1M Type 13 et sur le pont d'envol inférieur des chasseurs Nakajima A1N Type 3.
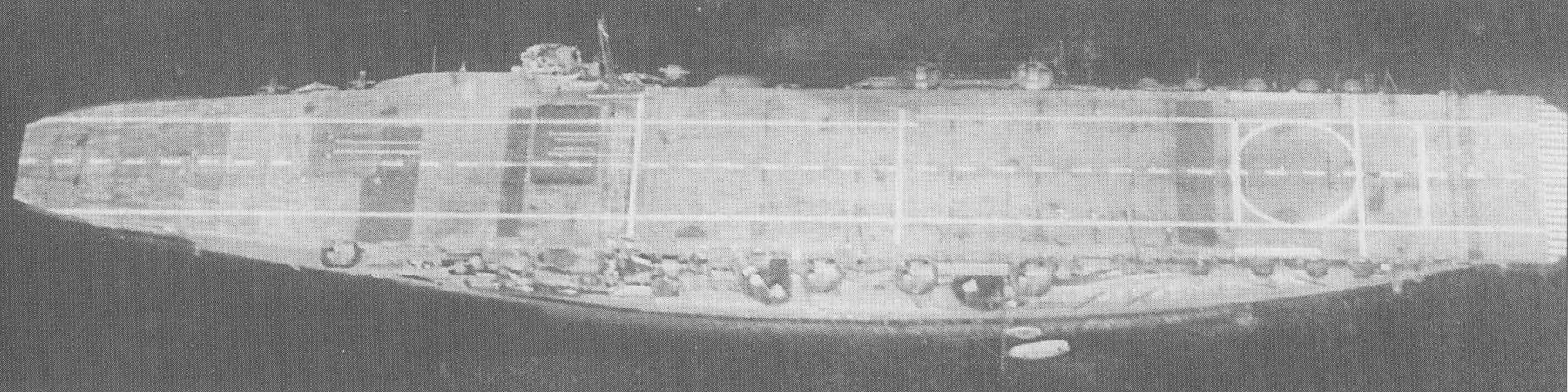
Le Kaga après sa reconstruction montre son nouveau pont d'envol continu au-dessus de la large coque de cuirassé.
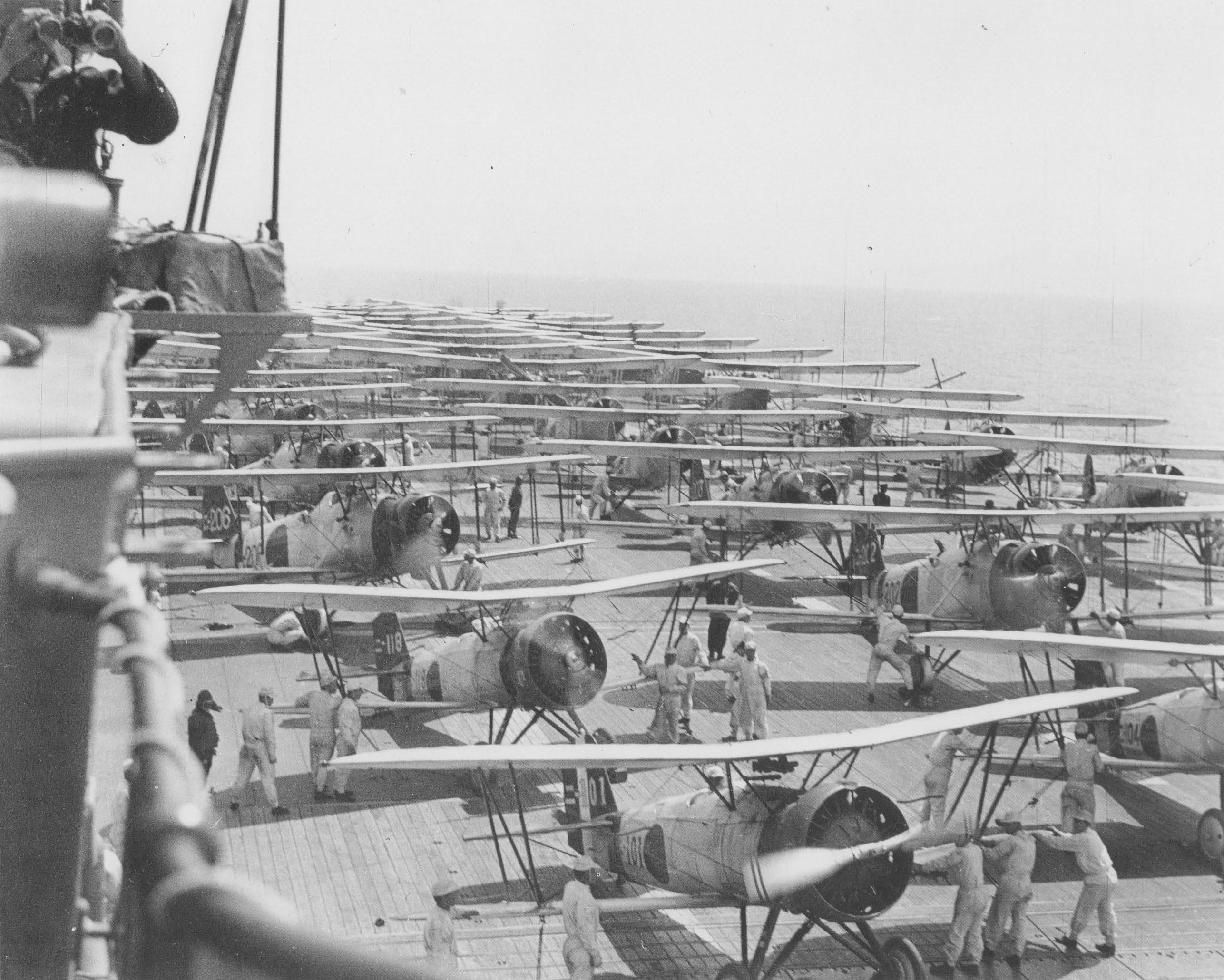
Opération aériennes sur le Kaga en 1937: sur le pont des Nakajima A2N, Aichi D1A, et Mitsubishi B2M.
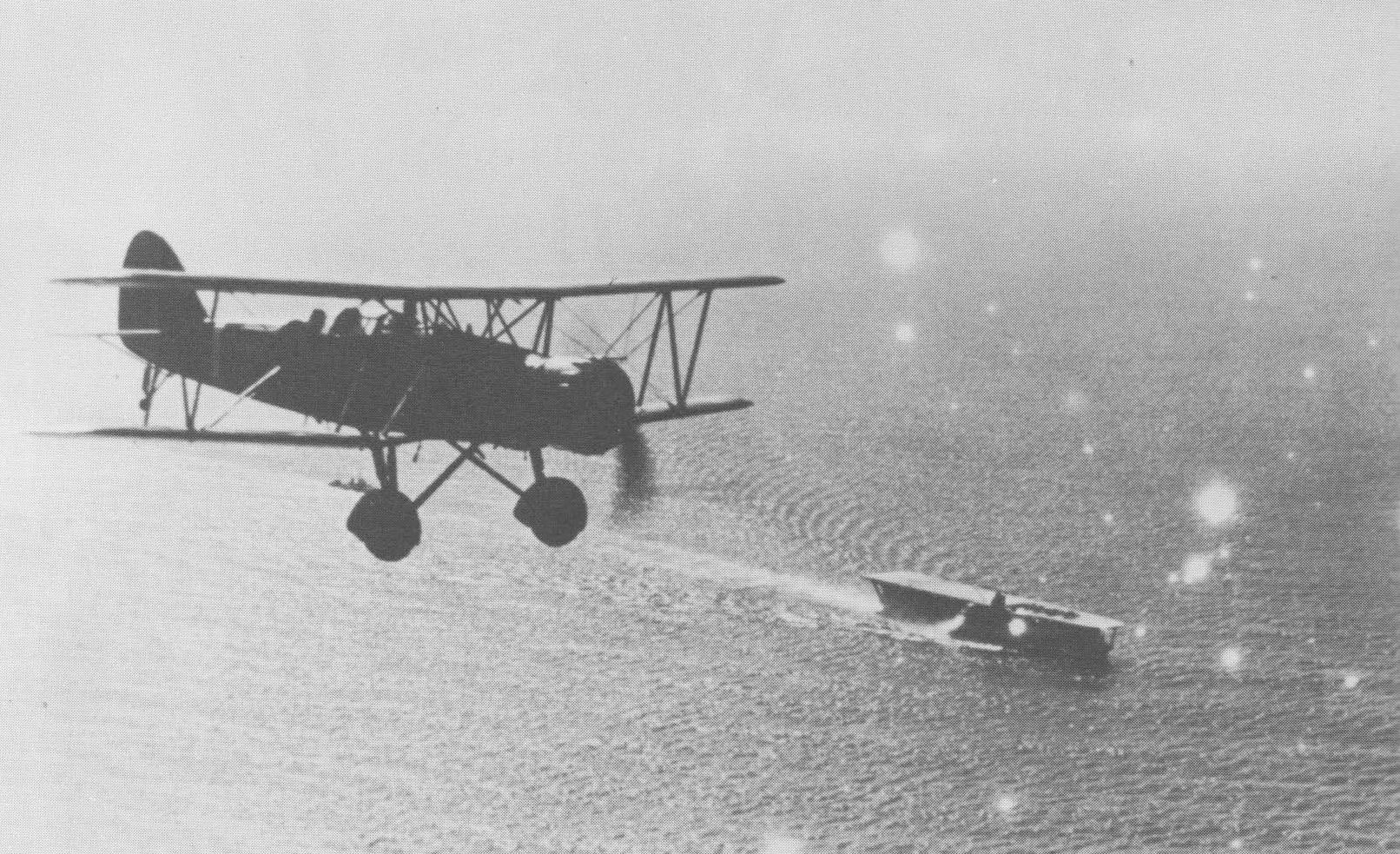
Un bombardier torpilleur Yokosuka B4Y Type 96 vole non loin du Kaga lors du conflit avec la Chine, en 1937 ou 1938.